# Anzu wyliei
Anzu wyliei é uma espécie fóssil de dinossauro da família Caenagnathidae do Cretáceo Superior dos Estados Unidos. É a única espécie descrita para o gênero Anzu. Seus restos fósseis foram encontrados na formação Hell Creek nos estados de Montana e Dakota do Sul.